# Lapikus
Lapikus je zřícenina hradu, která se nachází mezi obcemi Plaveč a Rudlice v okrese Znojmo na pravém břehu na ostrohu nad Plenkovickým potokem. Hrad byl vybudován pravděpodobně koncem 14. nebo počátkem 15. století. Od roku 1973 je chráněn jako kulturní památka.

## Historie
První písemná zmínka pochází z roku 1411 ze soudního sporu, když bratři Štěpán a Gebl z Hrušovan obvinili Jana Veitmilnara ze Žerotic, že neprávem drží hrad Lapikus s panstvím. Nejvíce utrpěl za válek mezi Jiřím z Poděbrad a uherským králem Matyášem Korvínem. V roce 1508, kdy byl v držení Václava Vejtmíle ze Žerotic, je uváděn již jako pustý. Poslední zmínka o hradu (ovšem již beze jména) pochází z roku 1620 z jevišovického urbáře. Dochovaly se obvodové hradební zdi, část zdiva někdejší věže a budovy na severní straně.

## Model hradu

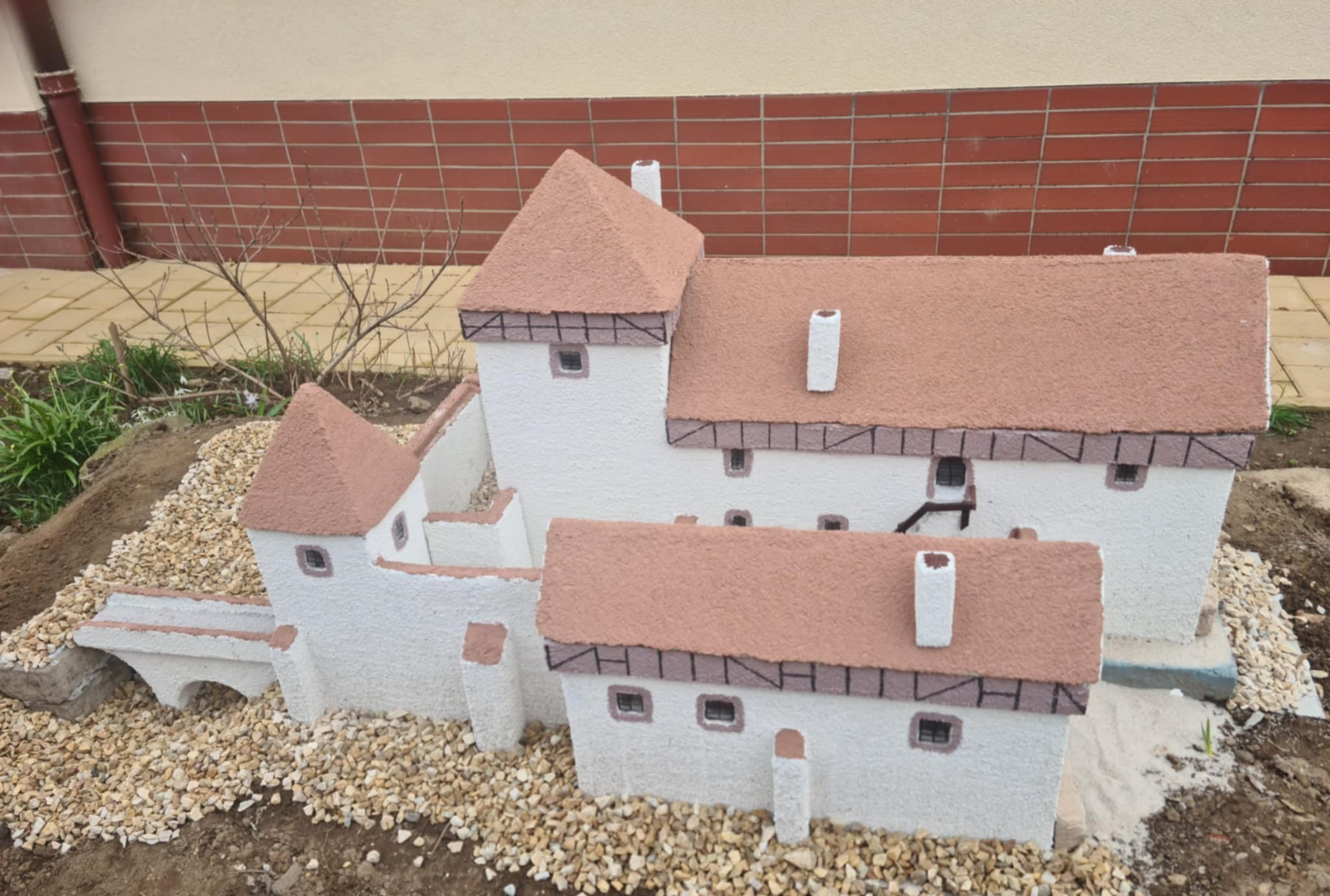
Model původního hradu Lapikus 1:50, autor: J. Jelínek

V roce 2025 vytvořil nadšenec pan Jaroslav Jelínek model původního hradu Lapikus v měřítku 1:50. Model je k vidění na soukromém pozemku v Kroměříži v předzahrádce rodinného domu na ulici Štursova.